# 贝状边缘穹丘

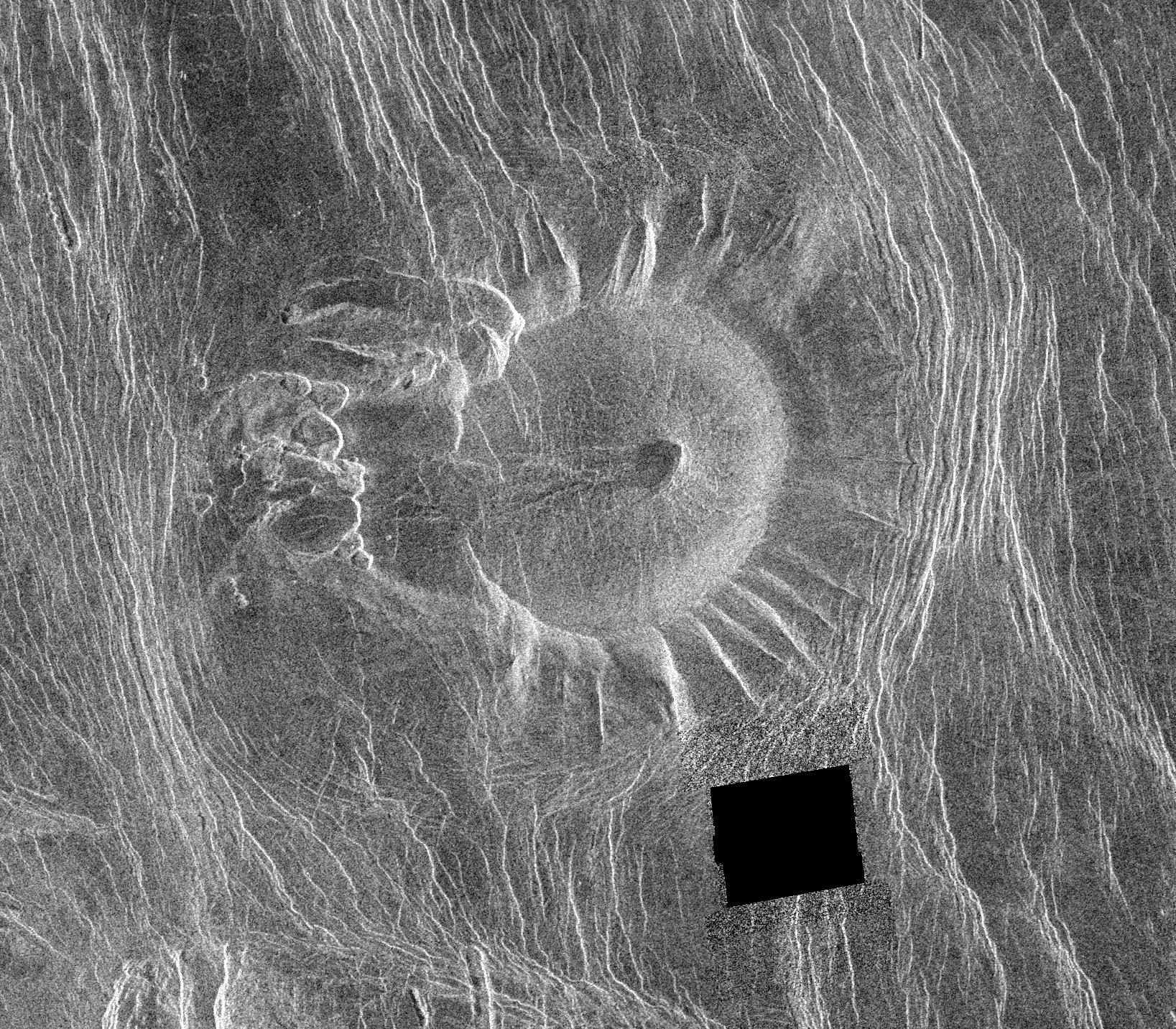
原始贝状边缘穹丘：“蜱虫”

贝状边缘穹丘（Scalloped margin dome）是在金星上发现的一种经历过崩塌或块体运动-如山体周边滑坡的火山穹丘。这些穹丘的边缘有弓形外凸崖或被山脊隔开的连绵“贝状”陡坡。有时在这些陡坡底部可发现碎屑或塌落物，或散落在几十公里之外，但也有许多穹丘显示根本没有碎屑。这些穹丘的中心一般，但非全部，有一个凹坑。另一种理论认为构成这些贝状边缘穹丘的纵向山脊是火山岩脉。
从麦哲伦探测器发回的第一个月数据中，在金星阿尔法区东北部发现了首个此类特征，它是这类穹丘中最大的一座，因此格外引人注目。这种奇怪的地貌最初被麦哲伦项目科研团队戏称为“蜱虫”，因为有许多类似蜱虫腿的辐射状山脊，而它下凹的顶部当时很可能误认为像虱子身体般的圆顶状，而非实际的碗状形凹坑。从获取麦哲伦图像数据的第一年来，“蜱虫”结构被仅看成是一个独特的个例特征，直到团队的一名助手编目了遍布整个金星上所有此类特征后，才导致将这种称为“蜱虫”的地貌名称，改为“贝状边缘穹丘”。

## 另请参阅
- 金星的火山活动